# Italie aux Jeux olympiques d'été de 1984
L'Italie participe aux Jeux olympiques d'été de 1984 à Los Angeles aux États-Unis. 268 athlètes italiens, 222 hommes et 46 femmes, ont participé à 151 compétitions dans 23 sports. Ils y ont obtenu 32 médailles : 14 d'or, 6 d'argent et 12 de bronze.

## Médailles
| Médaille | Discipline         | Épreuve                                         | Athlète | Performance | Date |
| -------- | ------------------ | ----------------------------------------------- | --- | ----------- | ---- |
| Or       | Athlétisme         | 10000 mètres hommes                             | Alberto Cova |             |      |
| Or       | Athlétisme         | Lancer du poids hommes                          | Alessandro Andrei |             |      |
| Or       | Athlétisme         | 1500 mètres femmes                              | Gabriella Dorio |             |      |
| Or       | Boxe               | Poids coqs (-54 kg)                             | Maurizio Stecca |             |      |
| Or       | Cyclisme           | Contre-la-montre par équipes                    | Marcello Bartalini Marco Giovannetti Eros Poli Claudio Vandelli |             |      |
| Or       | Escrime            | Fleuret homme                                   | Mauro Numa |             |      |
| Or       | Escrime            | Fleuret homme par équipe                        | Mauro Numa, Andrea Borella, Stefano Cerioni, Angelo Scuri, Andrea Cipressa |             |      |
| Or       | Escrime            | Sabre homme par équipe                          | Marco Marin, Gianfranco Dalla Barba, Giovanni Scalzo, Ferdinando Meglio, Angelo Arcidiacono |             |      |
| Or       | Haltérophilie      | 100-110 kg                                      | Norberto Oberburger |             |      |
| Or       | Lutte              | Lutte gréco-romaine - Poids super-mouche -48 kg | Vincenzo Maenza |             |      |
| Or       | Pentathlon moderne | Individuel                                      | Daniele Masala |             |      |
| Or       | Pentathlon moderne | Par équipe                                      | Daniele Masala, Carlo Massullo, Pier Paolo Cristofori |             |      |
| Or       | Aviron             | Deux barré hommes                               | Carmine Abbagnale Giuseppe Abbagnale Giuseppe di Capua |             |      |
| Or       | Tir                | Fosse olympique                                 | Luciano Giovannetti |             |      |
| Argent   | Athlétisme         | Saut en hauteur femmes                          | Sara Simeoni |             |      |
| Argent   | Boxe               | Poids mi-mouches (-48 kg)                       | Salvatore Todisco |             |      |
| Argent   | Boxe               | Poids super-lourds (+91 kg)                     | Francesco Damiani |             |      |
| Argent   | Escrime            | Sabre homme                                     | Marco Marin |             |      |
| Argent   | Tir                | Carabine à air à 10 m femmes                    | Edith Gufler |             |      |
| Argent   | Judo               | Moins de 71 kg                                  | Ezio Gamba |             |      |
| Bronze   | Athlétisme         | 20 km marche hommes                             | Maurizio Damilano |             |      |
| Bronze   | Athlétisme         | 50 km marche hommes                             | Sandro Bellucci |             |      |
| Bronze   | Athlétisme         | Saut en longueur hommes                         | Giovanni Evangelisti |             |      |
| Bronze   | Boxe               | Poids welters (-67 kg)                          | Luciano Bruno |             |      |
| Bronze   | Boxe               | Poids lourds (-91 kg)                           | Angelo Musone |             |      |
| Bronze   | Escrime            | Fleuret homme                                   | Stefano Cerioni |             |      |
| Bronze   | Escrime            | Épée homme par équipe                           | Stefano Bellone, Sandro Cuomo, Cosimo Ferro, Roberto Manzi, Angelo Mazzoni |             |      |
| Bronze   | Escrime            | Fleuret femme                                   | Dorina Vaccaroni |             |      |
| Bronze   | Pentathlon moderne | Individuel                                      | Carlo Massullo |             |      |
| Bronze   | Tir                | Skeet                                           | Luca Scribani Rossi |             |      |
| Bronze   | Voile              | Star                                            | Giorgio Gorla Alfio Peraboni |             |      |
| Bronze   | Volley-ball        | Hommes                                          | Franco Bertoli Francesco Dall'Olio Giancarlo Dametto Guido De Luigi Giovanni Errichiello Giovanni Lanfranco Andrea Lucchetta Pier Paolo Lucchetta Marco Negri Piero Rebaudengo Paolo Vecchi Fabio Vullo |             |      |